# The Bluecoat

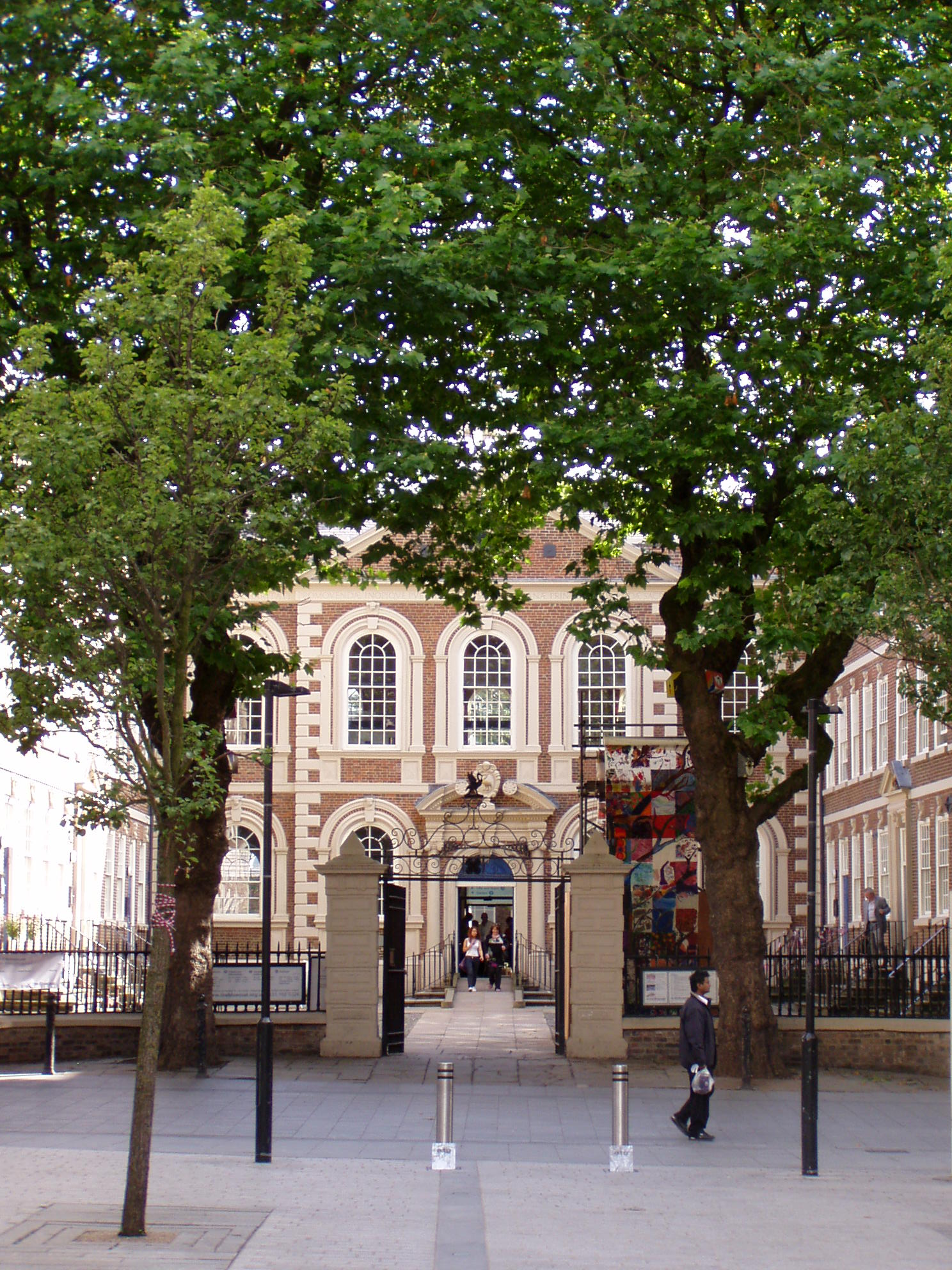
Eingangsbereich des Bluecoats

Die Kunstgalerie Bluecoat ist ein 300 Jahre altes denkmalgeschütztes Gebäude im Herzen der Altstadt Liverpools. Sie bietet eine Mischung aus Visual Art, Musik, Tanz, Live Art und Literatur und ist Teil des UNESCO-Weltkulturerbes.

## Geschichte

### Liverpool Bluecoat School 1708–1906
Im Jahre 1708 gründeten Robert Styth, Rektor von Liverpool, und Bryan Blundell, Kapitän, die Liverpool Bluecoat School, eine Institution für die Ausbildung der Kinder aus armen Familien.
Die Arbeiten begannen im Jahre 1716 und wurde im Jahre 1725 fertiggestellt. Später wurden Erweiterungen durchgeführt. Die Identität des Architekten ist noch unbekannt.
Im Jahr 1906, nach fast 200 Jahren, zog die Schule in ein größeres Gebäude nach Wavertree, einem Stadtteil von Liverpool, um.

### Sandom Studios Society 1907–1940er Jahren
Im Jahr 1907 war eine Gruppe von Künstlern auf der Suche nach einem neuen Atelier, da das vorherige Atelier zerstört worden war. Die Gruppe zog in die ehemalige Bluecoat School um. Seitdem wurde die Bluecoat als Zentrum von künstlerischen Aktivitäten der Stadt genutzt. Hierdurch begann die Zukunft als Kulturzentrum.
Während des Zweiten Weltkriegs wurde das Gebäude schwer beschädigt und erst 1958 wieder eröffnet.

### The Bluecoat 1960er Jahren bis heute
Seit den 1960er Jahren etablierte sich die Bluecoat als Zentrum des künstlerischen Lebens von Liverpool. Die Bluecoat Galerie wurde 1968 gegründet, um Werke von zeitgenössischen Künstlern auszustellen und ein Programm von Visual Art, Musik, Tanz, Live Art und Literatur von lokalen und internationalen Künstlern zu bieten.
Im Jahre 2005 begannen große Renovierungsarbeiten. Im Jahre 2008 wurde die Galerie wiedereröffnet.